# لیدا روبرتی
لیدا روبرتی (انگلیسی: Lyda Roberti؛ ‏ /LEE-duh/؛ ‏ ۲۰ مهٔ ۱۹۰۶ – ۱۲ مارس ۱۹۳۸) بازیگر، هنرمند وودویل و خواننده لهستانی‌الاصل اهل ایالات متحده آمریکا بود.
از فیلم‌هایی که وی در آن نقش داشته‌است، می‌توان به پاهای میلیون دلاری و ستاره‌ای انتخاب کن اشاره کرد.